# Kino Beseda (Plzeň)

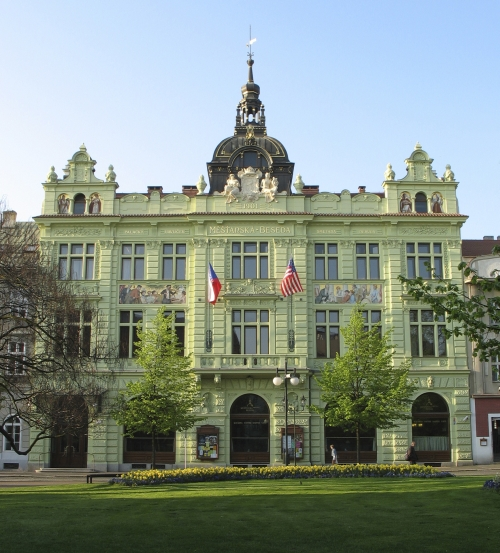
Měšťanská beseda – sídlo Kina Beseda

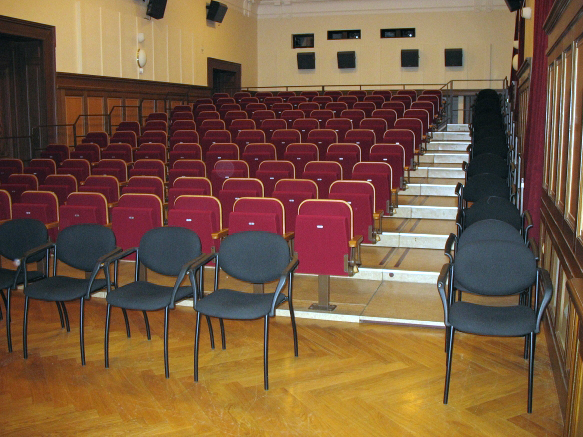
Interiér Kina Beseda

Kino Beseda se nachází v Kopeckého sadech 13, v 1. patře Měšťanské besedy v tzv. Besedním sále. Kino s kapacitou 100 míst vzniklo v roce 2002 a je provozováno společností Měšťanská beseda Plzeň s.r.o. Besední sál je možné využívat víceúčelově a to díky mobilnímu hledišti, které lze zasouvat do niky v pozadí sálu pod promítací a technickou místnost.
Kino promítá téměř denně dle aktuálního programu. V současné době v kině působí také Filmový klub Plzeň.